# Adam Stockyj
Adam (Anton) Stockyj (ur. 1 listopada 1821 w Ponikwie Wielkiej, zm. ?) – chłop ukraiński, poseł na Sejm Krajowy Galicji i do austriackiej Rady Państwa.
Urodził się w rodzinie greckokatolickiej, syn młynarza Andrija. Chłop, właściciel gospodarstwa i młyna w Ponikwwie Wielkiej w powiecie Brody, Od 1842 mąż Marii z domu Stroczynskiej, mieli 6 synów o 5 córek.
Poseł do Sejmu Krajowego Galicji I kadencji (1861–1867), wybrany w IV kurii obwodu Złoczów, z okręgu wyborczego nr 42 Łopatyn-Brody-Radziechów. Był członkiem Klubu Ruskiego.
Poseł do austriackiej Rady Państwa I kadencji (2 maja 1861 - 20 września 1865), wybrany przez Sejm w kurii XVIII – jako delegat z grona posłów wiejskich okręgów: Złoczów, Gliniany, Łopatyn, Brody, Radziechów, Busk, Kamionka strumiłowa, Olesko, Załośce, Zborów. 